# کویت البرتسون
کویت البرتسون (انگلیسی: Coit Albertson؛ ۱۴ اکتبر ۱۸۸۰ – ۱۳ دسامبر ۱۹۵۳) یک هنرپیشه اهل ایالات متحده آمریکا بود. وی بین سال‌های ۱۹۱۸ تا ۱۹۳۶ میلادی فعالیت می‌کرد.